# Paryż 36
Paryż 36 (fr. Faubourg 36) – francusko-niemiecko-czeski melodramat muzyczny z 2008 roku w reżyserii i według scenariusza Christophe’a Barratiera. Zdjęcia kręcono w Paryżu, Pradze, Pontoise i Surtainville (departament Manche).
Światowa premiera filmu miała miejsce 6 września 2008 roku podczas 33. MFF w Toronto. Film był nominowany do Oscara za najlepszą piosenkę filmową.
Paryż, lata 30. XX wieku. Trzech aktorów, postanawia zająć teatr i wystawiać w nim własny repertuar.

## Obsada
- Gérard Jugnot jako Pigoil
- Clovis Cornillac jako Milou
- Kad Merad jako Jacky
- Nora Arnezeder jako Douce
- Pierre Richard jako Monsieur Radio
- Bernard-Pierre Donnadieu jako Galapiat
- Maxence Perrin jako Jojo
- François Morel jako Célestin
- Élisabeth Vitali jako Viviane
- Christophe Kourotchkine jako Lebeaupin

i inni

## Nagrody i nominacje
82. ceremonia wręczenia Oscarów
- nominacja: najlepsza piosenka „Loin de Paname” − Reinhardt Wagner i Frank Thomas

34. ceremonia wręczenia Cezarów
- nominacja: najlepsze zdjęcia − Tom Stern
- nominacja: najlepsza muzyka − Reinhardt Wagner
- nominacja: najlepsze kostiumy − Carine Sarfati
- nominacja: najlepsza scenografia − Jean Rabasse
- nominacja: najlepszy dźwięk − Daniel Sobrino, Roman Dymny i Vincent Goujon